# Bretnig-Hauswalde
Bretnig-Hauswalde este o comună din landul Saxonia, Germania.